# راجر یانگ (دوچرخه‌سوار)
راجر یانگ (انگلیسی: Roger Young؛ زادهٔ ۲۱ مهٔ ۱۹۵۳) دوچرخه‌سوار اهل ایالات متحده آمریکا است.
وی در مسابقات کشوری و بین‌المللی در مجموع برندهٔ ۱ مدال طلا شده‌است.